# Candobrasilopsis
Candobrasilopsis is een geslacht van kreeftachtigen uit de klasse van de Ostracoda (mosselkreeftjes).

## Soorten
- Candobrasilopsis acutis Higuti & Martens, 2014
- Candobrasilopsis elongata Higuti & Martens, 2014